# 朴範信
朴 範信 （パク・ポムシン、박범신、1946年8月24日 - ）は韓国の小説家。忠清南道論山出身。

## 略歴
1967年に全州教育大学校を卒業し、小学校教師となった後、円光大学校に編入学し、1971年に卒業、高校教師となる。1973年、中央日報の新春文芸に小説『夏の残骸』が入選して登壇した。彼は繊細で感覚的な筆致で現代人の世態と風物を描いている。
彼の文学は感性的な描写と詩的な文体、そして暗い人生に対するニヒリズム的な対決、非情な文明と人間性に対する批判などが特徴である。現代人の欲望と挫折、排他的な人間性、物質主義のフィリスティニズム、日和見主義などのあらゆる人間の姿を事実的に、そしてロマンチックに、あるいは風刺的に描いている。
1970 - 1980年代作品のほとんどは、暴力の構造的な根元について書いた。しかし、巨大な暴力に立ち向かう小説の主人公にはいつも敗北が決まっていて、敗北の結果は死へ繋がる。また、都市と故郷というダイコトミー的な対立構造を通して価値の世界を解剖しようとする単純な作品構造により「大衆作家」として評価された。1993年、日刊紙に小説を連載していながら絶筆宣言をし、1996年の半ばまで蟄居していた。1996年文学トンネに中編小説『白い牛が引くワゴン』を発表して再び執筆を始めた。この時から自然と生命に関する描写に重点をおいている。

## 受賞歴
- 1987年、 大韓民国文学賞
- 1998年、 圓光文学賞
- 2001年、 金東里文学賞
- 2003年、 萬海文学賞
- 2009年、 大山文学賞

## 邦訳作品
- 『掟』 安宇植・林昌夫 訳 角川書店 1989年
- 『うさぎと潜水艦』 齋藤日奈 訳 クオン 韓国文学ショートショート、2020年

## 主な作品
- 1973年、여름의 잔해（夏の残骸） [2]
- 1978年、토끼와 잠수함（うさぎと潜水艦）
  - 『うさぎと潜水艦』 齋藤日奈 訳 クオン 2020年
- 1978年、아침에 날린 풍선（朝、飛ばした風船）
- 1979年、덫（罠）
  - 『掟』 安宇植・林昌夫 訳 角川書店 1989年
- 1979年、죽음보다 깊은 잠（死より深き眠り）
- 1979年、밤이면 내리는 비（夜になると降る雨）
- 1980年、돌아눕는 혼（寝返りする魂）
- 1980年、풀잎처럼 눕다（草葉のように横たわる）
- 1982年、미지의 흰 새（未知の白い鳥）
- 1983年、식구（家族）
- 1983年、불꽃놀이（打ち上げ花火）
- 1985年、숲은 잠들지 않는다（森は眠らない）
- 1987年、불의 나라 （火の国）
- 1988年、물의 나라 （水の国）
- 1988年、잠들면 타인 （寝入ると他人）
- 1989年、겨울강, 하늬바람（冬の川、西風）
- 1990年、흉기（凶器）
- 1991年、수요일은 모차르트를 듣는다（水曜日にはモーツァルト）
- 1993年、틀（枠）
- 1997年、흰소가 끄는 수레（白い牛が引くワゴン）
- 1999年、침묵의 집（沈黙の家）
- 2001年、외등（外灯）
- 2001年、향기로운 우물이야기（香しい井戸の話し）
- 2003年、더러운 책상（汚い机）
- 2004年、빈방（空き部屋）
- 2005年、나마스테（ナマス）
- 2007年、촐라체（チョルラチェ）
- 2009年、고산자（古山者）
- 2010年、은교（ウンギョ）
- 2013年、소금（潮）